# Siêu xoay lõi Trái Đất

Hình ảnh Trái Đất quay. Lõi bên trong (ở trung tâm của bên trong) có thể quay với tốc độ khác so với phần còn lại của Trái Đất.

Siêu xoay lõi bên trong là lý thuyết cho rằng bên trong của Trái Đất quay nhanh hơn lõi ngoài của nó. Lý thuyết này dựa trên sự khác biệt về thời gian mà sóng p mất để truyền qua lõi bên trong và bên ngoài. Lý thuyết ban đầu được chào đón với sự hoài nghi nhưng các nghiên cứu gần đây cho thấy có thể có một lớp bán rắn ở ranh giới giữa lõi bên trong và bên ngoài.

## Lý thuyết

Mặt cắt Trái Đất cho thấy độ sâu của lõi bên trong (7) và lõi ngoài

Trái Đất quay trên trục của nó cứ sau 24 giờ một lần nhưng vì lõi bên trong rắn của Trái Đất bị tách rời bởi lõi ngoài lỏng khỏi lớp phủ và lớp vỏ của nó, nên nó có thể quay với tốc độ khác nhau. Khả năng này lần đầu tiên được đề xuất vào năm 1966;  đề xuất này dựa trên sự bất thường về thời gian di chuyển của sóng p truyền qua lõi bên trong và bên ngoài.
Lõi bên trong của Trái Đất chủ yếu bao gồm các hợp chất sắt và mặc dù nhiệt độ trên 5.000 K (4.730 °C; 8.540 °F) là rắn do áp suất vượt quá 300 GPa.  Lõi bên trong được cho là quay nhanh hơn 0,2 đến 3 ° mỗi năm so với phần còn lại của Trái Đất, một hiện tượng được gọi là siêu quay.  Tuy nhiên, vẫn còn thiếu sự đồng thuận giữa các nhà địa chất về nguyên nhân của nó. Tuy nhiên, vẫn còn thiếu sự đồng thuận giữa các nhà địa chất về nguyên nhân của nó.

## Bằng chứng hỗ trợ

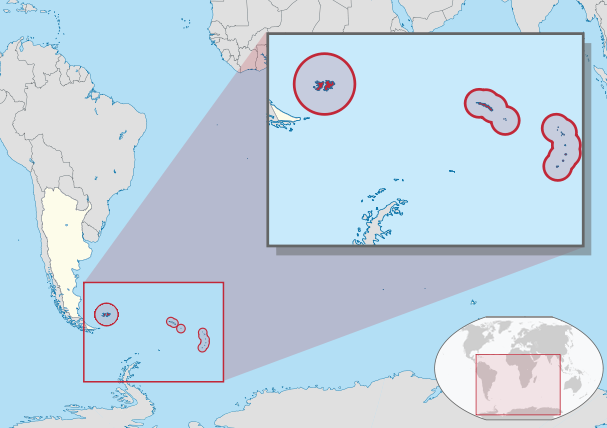
Vị trí của Quần đảo Nam Sandwich, nơi đối cực và cận cực đến Alaska.

Quan sát siêu xoay lõi bên trong của Song và Richards đã được xuất bản trong Nature năm 1996; họ đã quan sát thấy sự khác biệt về thời gian di chuyển của sóng p thông qua lõi bên trong và bên ngoài. Song và Richards đã phân tích các hồ sơ về sóng địa chấn bắt nguồn từ trận động đất Quần đảo Nam Sandwich và đi qua lõi bên trong đến Fairbanks, Alaska. Trận động đất và máy ghi âm gần như cực âm và cận cực, và một bản ghi dữ liệu ba mươi năm với gần bốn mươi sự kiện đã có sẵn. Các sóng địa chấn có những con đường gần như giống hệt nhau; một số (gọi tắt là PKPBC), tuy nhiên, chỉ đi qua lõi ngoài và phần còn lại (được gọi là PKP DF) cũng đi qua lõi bên trong. So sánh thời gian di chuyển từ trận động đất trong khoảng thời gian ba mươi năm cho thấy sự khác biệt lên đến 0,3 giây giữa trận động đất sớm nhất và mới nhất. Cũng có sự khác biệt lớn về thời gian di chuyển của ba trận động đất ở Quần đảo Nam Sandwich năm 1991 được ghi lại bằng máy đo địa chấn ở Alaska. Đến năm 1996, dị hướng của lõi bên trong đã được thiết lập tốt do sự khác biệt về thời gian di chuyển qua lõi bên trong. Sóng di chuyển theo hướng bắc-nam đang di chuyển nhanh hơn khoảng 3% so với sóng truyền qua xích đạo. Cấu trúc và trục chính xác của bất đẳng hướng, tuy nhiên, không được biết đến. Trục được cho là gần 10 ° so với trục Trái Đất và phía tây của lõi được cho là dị hướng hơn. Dựa trên dữ liệu, vòng quay tương đối được suy ra là 0,3 đến 0,5 ° mỗi năm, nghĩa là lõi bên trong sẽ quay một lần đối với bề mặt Trái Đất khoảng một nghìn năm.